# Rostes d'ànec
Les rostes (en francès, rillettes) són un companatge occità que en principi es fa amb trossets de múscul d'ànecs i oques esqueixats, barrejats amb greix i confitats o cuits al forn. Se solen guardar en recipients que es cobreixen amb una capa gruixuda de greix, perquè es conservi, o actualment també en llaunes. Són molt típiques a Corresa, on es mengen als tortús, per exemple, i també es fan a l'Alta Viena i a Gascunya. El seu aspecte pot recordar el de la tonyina en llauna però més sec, perquè el greix animal és sòlid. Per fer-les se sol usar la carn que queda entre els ossos i els petits trossos, ja que els grans s'usen per a confitar (la cuixa) o es tallen en forma de magret (el pit sense l'ala). El coll dels ànids s'aprofita per a fer coll farcit.
Al Perigord les rostes es fan amb carn de porc, aquestes, molt locals i poc conegudes, no van arribar a París fins a mitjans del segle xix, quan el tren va unir aquesta ciutat amb Maine i la Touraine, i no es van fer conegudes fora d'aquestes vil·les fins al segle xx, època a la qual van tenir la idea de vendre-les a les aturades que hi feia el tren que unia París amb Brest (Bretanya).
Recentment n'han sortit versions amb peix blau, en especial amb tonyina i salmó, però en algunes comarques costaneres d'Occitània se'n troben de casolanes i molt bones per exemple amb sardines, bacallà, etc. En aquests casos en comptes de greix del mateix animal s'hi posa oli, i es couen al forn, després s'hi sol afegir més oli. Sovint tenen all i julivert o algun condiment.

## Conserva
De la mateixa manera que a Sicília es feia la matança de la tonyina i als Països Catalans la del porc, a les zones criadores d'ànecs i oques, a Occitània, es mataven també aquestes aus i se n'aprofitaven totes les seves parts per a fer conserves i embotits que duressin tot l'any. La més coneguda a l'estranger és, potser, el fetge gras però també n'hi ha d'altres, entre les quals es troben les rostes.
Tradicionalment, les rostes es preparaven cap a la fi de la tardor, per a poder gaudir d'elles (i dels altres productes) durant l'hiver, i en particular al Nadal i al Carnestoltes. Es trinxaven a mà, o ara es fan servir robots, i es coïen a foc molt suau durant unes set o vuit hores, amb sal, pebre i una mica de greix del mateix animal. Es guardaven en recipients de terrissa. La superfície es tapava amb una capa de dos dits de greix d'ànid o de vegades de saïm. Actualment algunes persones ho fan així encara, però de cara a la venda, encara que siguin artesanes, ara les solen guardar en llaunes de metall cilíndriques. És un mètode de conservació que permet guardar aquesta carn fins a un any, en un lloc fresc i sec. A la cocció es maten la majoria de gèrmens i el greix actua com una capa impermeable que evita l'oxidació.
També se'n fan d'industrials. Aquestes tenen un temps de cocció molt variable segons el fabricant, de quatre a deu hores, i la conservació s'assegura per mitjà d'additius, en especial nitrit de sodi o de potassi i sal. Solen ser d'"au", que és una barreja de carn de pollastre, ànec i oca. En algunes xarcuteries en venen unes que fan en motllos rectangulars i que es poden comprar a trossos, que tallen com si fòssin llesques.
Una altra conserva molt tradicional occitana és el confitat, que en realitat és molt semblant però amb trossos grans i sencers de carn, que poden ser també costelles de porc, conill, etc. Per fer el buit als recipients, que actualment poden ser de vidre, llauna, etc. aquests acaben d'omplir-se amb greix. I encara hi ha les conserves de carn en salaó, els gratons, etc.

## Festes i cofradies
Les rostes són un dels productes alimentaris que tenen una cofradia pròpia per vetllar que es continuïn fent, és la Chevaliers des rillettes sarthoises, que el 2007 comptava amb 40 socis. que organitzen a Mamers, la capital de Sarthe, un concurs de rostes el primer dissabte de febrer de cada any.